# Уліка-Павловка
У́ліка-Па́вловка (рос. Улика-Павловка) — село у складі Хабаровського району Хабаровського краю, Росія. Входить до складу Уліка-Національного сільського поселення.

## Населення
Населення — 1 особа (2010; 2 у 2002).
Національний склад (станом на 2002 рік):
- росіяни — 100 %